# Szturm na Kongres Narodowy Brazylii
Szturm na Kongres Narodowy – atak zwolenników byłego prezydenta Brazylii Jaira Bolsonaro na budynek Kongresu Narodowego, mający miejsce 8 stycznia 2023 roku.

## Tło
W drugiej turze wyborów prezydenckich w Brazylii w 2022 roku, członek Partii Pracujących, Luiz Inácio Lula da Silva, pokonał dotychczasowego prezydenta, Jaira Bolsonaro, osiągając 50,9% głosów. Zwolennicy Bolsonaro zaczęli rozpowszechniać w Internecie fake newsy o rzekomych oszustwach wyborczych. Wyborcy byłego prezydenta wzywali do zorganizowania strajku generalnego, a radykaliści do zorganizowania wojskowego zamachu stanu. Protesty zwolenników Bolsonaro odbyły się m.in. w São Paulo, Brasílii, Rio de Janeiro i Florianópolis.

## Szturm na Kongres Narodowy
Po południu 8 stycznia 2023 roku protestujący przedarli się przez policyjny kordon na placu Trzech Władz (Praça dos Três Poderes) w Brasílii. O 15:00 wtargnęli do budynku Kongresu Narodowego, a o 15:45 do budynku Sądu Najwyższego i pałacu prezydenckiego. Doszło do starć z policją, oraz do ataków na dziennikarzy. Protestujący zdewastowali pałac prezydencki i zniszczyli niektóre wiszące tam dzieła sztuki oraz wybili okna w budynku Sądu Najwyższego. Po zajęciu kongresu zajęli salę obrad jego wyższej izby. Do 18:30 brazylijskie siły bezpieczeństwa odzyskały kontrolę nad budynkiem Kongresu, Sądu Najwyższego i pałacu prezydenckiego.